# Луч (тендер)
«Луч» — тендер Черноморского флота Российской империи, находившийся в составе флота с 1835 по 1853 год. Во время службы принимал участие в действиях флота у кавказского побережья и плаваниях в Чёрном море, использовался в качестве брандвахтенного судна и находился в личном распоряжении русского посланника в Греции. Тендер перенес кораблекрушение в районе устья Туапсе, после которого однако был поднят со дна и восстановлен. По окончании службы в составе флота тендер был разобран.

## Описание судна

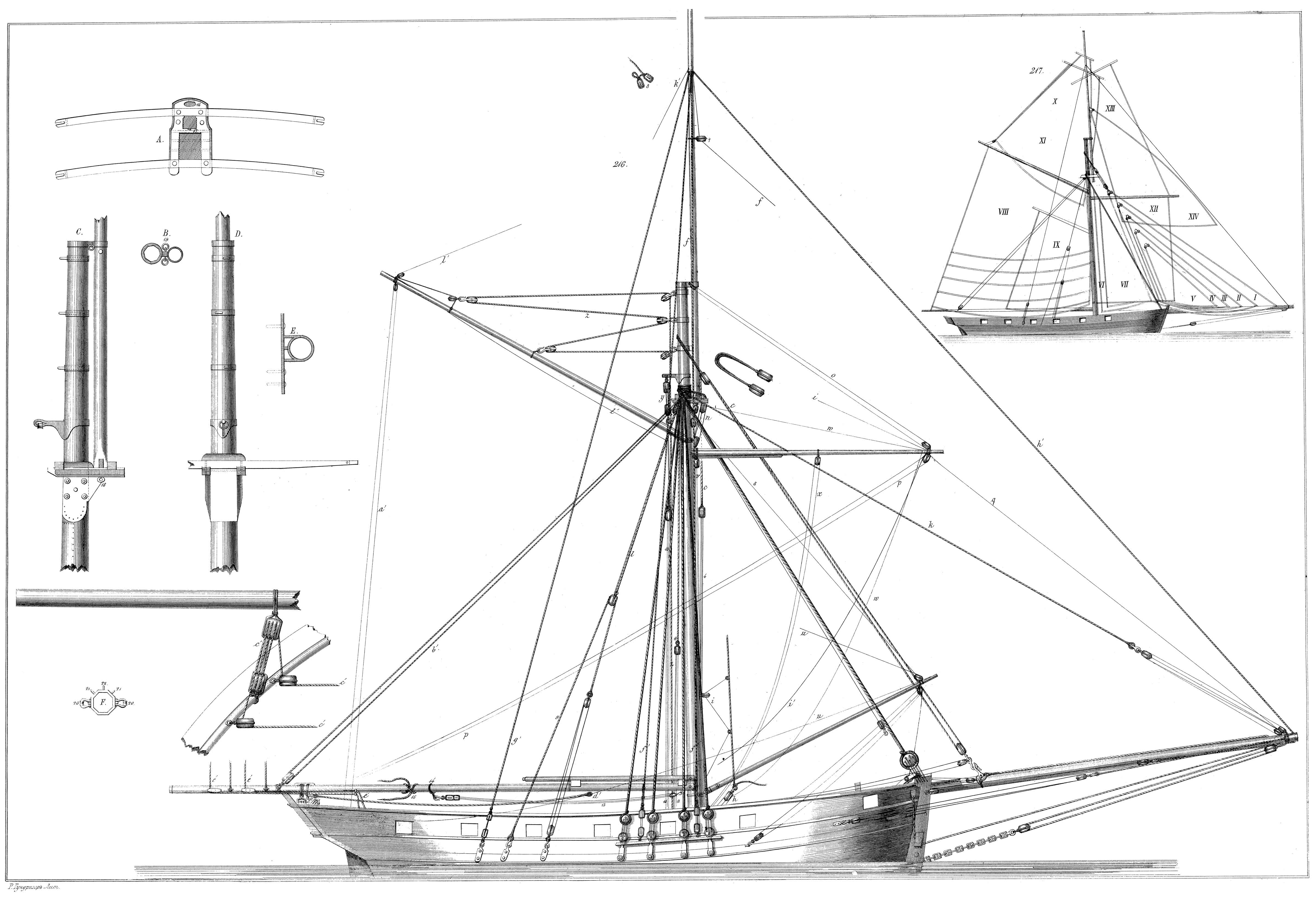
Российский тендер. Изображение из книги К. Н. Посьета «Вооружение военных судов»

Парусный одномачтовый тендер с деревянным корпусом. Длина судна по сведениям из различных источников составляла 21,5—21,6 метра, ширина — 7,2—7,3 метра, а осадка 3 метра. Артиллерийское вооружение тендера составляли 12 орудий, а количество членов экипажа могло достигать 50 человек.

## История службы
Тендер «Луч» был заложен на стапеле Николаевского адмиралтейства 12 (24) сентября 1834 года и после спуска на воду 4 (16) июня 1835 года вошел в состав Черноморского флота России. Строительство вёл кораблестроитель капитан Г. Иванов.
В кампанию с 1836 года составе отрядов кораблей Черноморского флота выходил в крейсерские плавания по Чёрному морю к берегам Кавказа. В 1837 году находился в распоряжении русского посланника в Константинополе.
В 1838 году вновь участвовал в операциях флота у кавказских берегов, 18 (30) мая 1838 года в составе эскадры под командованием вице-адмирала М. П. Лазарева принимал участие в высадке десанта войск генерал-майора Н. Н. Раевского в устье реки Туапсе. 
30 мая (11 июня) в составе отряда из пяти судов находился в устье реки Туапсе при Вельяминовском форте. В ночь на 31 мая (12 июня) отряд был застигнут сильным штормом, во время которого тендер в 4:00 прижало к мели у берега, положило палубой к берегу, затем резко перевернуло в другую сторону и залило водой. Во время кораблекрушения и переправы на берег экипаж тендера подвергся нападению черкесов, при этом утонуло двое из нижних чинов, один убит, еще четверо получили серьёзные ранения, также часть членов экипажа, включая командира получили сильные ушибы. Лейтенант А. И. Панфилов покидал судно последним, оставаясь с больным матросом, не решавшемся на переправу, которого в конце концов вынудил покинуть борт судна силой. Спасшиеся члены экипажа с камнями в руках вступили в бой с черкесами, которые в это время грабили разбившийся в том же месте бриг «Фемистокл». Во время крушения экипаж судна состоял из 48 человек.
Тендер впоследствии был снят, отремонтирован и до 1841 года использовался для операций у берегов Кавказа.
В 1842 году тендер нёс брандвахтенную службу в Феодосии. В следующем 1843 году выходил в плавания в Чёрное и Азовское моря. В 1844 году — занимал брандвахтенный пост в Керчи.
В кампании с 1845 по 1849 год ежегодно принимал участие в плаваниях в Чёрном и Азовском морях. С 1850 по 1853 год вновь использовался в качестве брандвахтенного судна в Керчи.
По окончании службы в 1853 году тендер «Луч» был разобран.

## Командиры судна
Командирами тендера «Луч» в составе Российского императорского флота в разное время служили:
- лейтенант А. И. Панфилов (1836—1838 годы);
- А. А. Ключников (1839—1840 годы);
- А. Х. Винк (1841—1844 годы);
- П. Д. Протопопов (1845—1849 годы);
- И. Т. Алексеев (1850—1851 годы);
- Е. М. Цамутали (1852 год);
- К. С. Феклистов (1853 год).